# 이나사토촌 (기후현)
이나사토촌(稲里村)은 기후현 모토스군에 설치되었던 촌이다. 현재의 미즈호시에 해당한다.

## 참고 문헌
- 角川日本地名大辞典編纂委員会,『角川日本地名大辞典 21 岐阜県』1980, 角川書店